# IRL 2005
La stagione 2005 di Indy Racing League, è iniziata il week-end del 6 marzo sull'ovale di Homestead, nei sobborghi di Miami e sviluppatasi lungo 17 appuntamenti fino alla conclusione del 16 ottobre a Fontana, ha visto la vittoria finale del britannico Dan Wheldon davanti al brasiliano Tony Kanaan e allo yankee Sam Hornish Jr.. La stagione, disputatasi come tradizione quasi interamente su suolo statunitense (unica eccezione la trasferta giapponese di Motegi), ha ospitato per la prima volta nel campionato IRL dei tracciati stradali (Saint Petersburg, Sonoma e Watkins Glen), abbandonando così la vocazione only-oval che la categoria aveva mantenuto per un decennio. Ventidue piloti (33 per la tradizionale 500 Miglia di Indianapolis) si sono dati battaglia per tutta la stagione. Di seguito il resoconto di tutti i vari round della stagione.

## Calendario
01. Homestead ( Stati Uniti) (06/03/2005)
Ordine d'arrivo:
1. Dan Wheldon ( Regno Unito) (Dallara-Honda - Andretti Green)
2. Sam Hornish Jr. ( Stati Uniti) (Dallara-Toyota - Penske) a 3"693
3. Tony Kanaan ( Brasile) (Dallara-Honda - Andretti Green) a 3"703
4. Vítor Meira ( Brasile) (Panoz-Honda - Rahal) a 3"715
5. Hélio Castroneves ( Brasile) (Dallara-Toyota - Penske) a 3"850
6. Darren Manning ( Regno Unito) (Panoz-Toyota - Ganassi) a 11"446
7. Patrick Carpentier ( Canada) (Dallara-Toyota - Cheever) a 11"626
8. Alex Barron ( Stati Uniti) (Dallara-Toyota - Cheever) a 1 giro
9. Anthony Foyt ( Stati Uniti) (Dallara-Toyota - Foyt) a 4 giri
10. Paul Dana ( Stati Uniti) (Dallara-Toyota - Hemelgarn) a 8 giri

02. Phoenix ( Stati Uniti) (20/03/2005)
Ordine d'arrivo:
1. Sam Hornish Jr. ( Stati Uniti) (Dallara-Toyota - Penske)
2. Hélio Castroneves ( Brasile) (Dallara-Toyota - Penske) a 1"040
3. Tony Kanaan ( Brasile) (Dallara-Honda - Andretti Green) a 2"265
4. Dario Franchitti ( Regno Unito) (Dallara-Honda - Andretti Green) a 6"076
5. Scott Sharp ( Stati Uniti) (Panoz-Honda - Fernández) a 6"658
6. Dan Wheldon ( Regno Unito) (Dallara-Honda - Andretti Green) a 1 giro
7. Bryan Herta ( Stati Uniti) (Dallara-Honda - Andretti Green) a 1 giro
8. Darren Manning ( Regno Unito) (Panoz-Toyota - Ganassi) a 2 giri
9. Patrick Carpentier ( Canada) (Dallara-Toyota - Cheever) a 2 giri
10. Kousuke Matsuura ( Giappone) (Panoz-Honda - Super Aguri) a 2 giri

03. Saint Petersburg ( Stati Uniti) (03/04/2005)
Ordine d'arrivo:
1. Dan Wheldon ( Regno Unito) (Dallara-Honda - Andretti Green)
2. Tony Kanaan ( Brasile) (Dallara-Honda - Andretti Green) a 1"457
3. Dario Franchitti ( Regno Unito) (Dallara-Honda - Andretti Green) a 4"931
4. Bryan Herta ( Stati Uniti) (Dallara-Honda - Andretti Green) a 18"992
5. Vítor Meira ( Brasile) (Panoz-Honda - Rahal) a 19"850
6. Scott Dixon ( Nuova Zelanda) (Panoz-Toyota - Ganassi) a 20"236
7. Buddy Rice ( Stati Uniti) (Panoz-Honda - Rahal) a 20"803
8. Patrick Carpentier ( Canada) (Dallara-Toyota - Cheever) a 51"607
9. Darren Manning ( Regno Unito) (Panoz-Toyota - Ganassi) a 1 giro
10. Alex Barron ( Stati Uniti) (Dallara-Toyota - Cheever) a 1 giro

04. Motegi ( Giappone) (30/04/2005)
Ordine d'arrivo:
1. Dan Wheldon ( Regno Unito) (Dallara-Honda - Andretti Green)
2. Scott Sharp ( Stati Uniti) (Panoz-Honda - Fernández) a 3"461
3. Buddy Rice ( Stati Uniti) (Panoz-Honda - Rahal) a 21"883
4. Danica Patrick ( Stati Uniti) (Panoz-Honda - Rahal) a 22"188
5. Bryan Herta ( Stati Uniti) (Dallara-Honda - Andretti Green) a 29"497
6. Tony Kanaan ( Brasile) (Dallara-Honda - Andretti Green) a 1 giro
7. Sam Hornish Jr. ( Stati Uniti) (Dallara-Toyota - Penske) a 1 giro
8. Darren Manning ( Regno Unito) (Panoz-Toyota - Ganassi) a 1 giro
9. Kousuke Matsuura ( Giappone) (Panoz-Honda - Super Aguri) a 1 giro
10. Tomas Scheckter ( Sudafrica) (Dallara-Chevrolet - Panther) a 2 giri

05. 500 Miglia di Indianapolis ( Stati Uniti) (29/05/2005)
Ordine d'arrivo:
1. Dan Wheldon ( Regno Unito) (Dallara-Honda - Andretti Green)
2. Vítor Meira ( Brasile) (Panoz-Honda - Rahal) a 0"130
3. Bryan Herta ( Stati Uniti) (Dallara-Honda - Andretti Green) a 0"206
4. Danica Patrick ( Stati Uniti) (Panoz-Honda - Rahal) a 4"551
5. Buddy Lazier ( Stati Uniti) (Dallara-Chevrolet - Panther) a 4"804
6. Dario Franchitti ( Regno Unito) (Dallara-Honda - Andretti Green) a 5"145
7. Scott Sharp ( Stati Uniti) (Panoz-Honda - Fernández) a 5"579
8. Tony Kanaan ( Brasile) (Dallara-Honda - Andretti Green) a 6"352
9. Hélio Castroneves ( Brasile) (Dallara-Toyota - Penske) a 7"768
10. Ryan Briscoe ( Australia) (Panoz-Toyota - Ganassi) a 1 giro

06. Fort Worth ( Stati Uniti) (12/06/2005)
Ordine d'arrivo:
1. Tomas Scheckter ( Sudafrica) (Dallara-Chevrolet - Panther)
2. Sam Hornish Jr. ( Stati Uniti) (Dallara-Toyota - Penske) a 0"053
3. Tony Kanaan ( Brasile) (Dallara-Honda - Andretti Green) a 0"501
4. Scott Sharp ( Stati Uniti) (Panoz-Honda - Fernández) a 0"595
5. Hélio Castroneves ( Brasile) (Dallara-Toyota - Penske) a 0"825
6. Dan Wheldon ( Regno Unito) (Dallara-Honda - Andretti Green) a 13"141
7. Kousuke Matsuura ( Giappone) (Panoz-Honda - Super Aguri) a 13"171
8. Dario Franchitti ( Regno Unito) (Dallara-Honda - Andretti Green) a 13"236
9. Vítor Meira ( Brasile) (Panoz-Honda - Rahal) a 13"311
10. Bryan Herta ( Stati Uniti) (Dallara-Honda - Andretti Green) a 13"379

07. Richmond ( Stati Uniti) (25/06/2005)
Ordine d'arrivo:
1. Hélio Castroneves ( Brasile) (Dallara-Toyota - Penske)
2. Dario Franchitti ( Regno Unito) (Dallara-Honda - Andretti Green) a 0"558
3. Patrick Carpentier ( Canada) (Dallara-Toyota - Cheever) a 1"814
4. Tomas Scheckter ( Sudafrica) (Dallara-Chevrolet - Panther) a 3"067
5. Dan Wheldon ( Regno Unito) (Dallara-Honda - Andretti Green) a 3"540
6. Alex Barron ( Stati Uniti) (Dallara-Toyota - Cheever) a 4"237
7. Tomáš Enge ( Rep. Ceca) (Dallara-Chevrolet - Panther) a 1 giro
8. Bryan Herta ( Stati Uniti) (Dallara-Honda - Andretti Green) a 1 giro
9. Kousuke Matsuura ( Giappone) (Panoz-Honda - Super Aguri) a 1 giro
10. Danica Patrick ( Stati Uniti) (Panoz-Honda - Rahal) a 3 giri

08. Kansas City ( Stati Uniti) (03/07/2005)
Ordine d'arrivo:
1. Tony Kanaan ( Brasile) (Dallara-Honda - Andretti Green)
2. Dan Wheldon ( Regno Unito) (Dallara-Honda - Andretti Green) a 0"012
3. Vítor Meira ( Brasile) (Panoz-Honda - Rahal) a 0"024
4. Dario Franchitti ( Regno Unito) (Dallara-Honda - Andretti Green) a 0"381
5. Tomas Scheckter ( Sudafrica) (Dallara-Chevrolet - Panther) a 1"473
6. Scott Sharp ( Stati Uniti) (Panoz-Honda - Fernández) a 1"611
7. Darren Manning ( Regno Unito) (Panoz-Toyota - Ganassi) a 1"828
8. Hélio Castroneves ( Brasile) (Dallara-Toyota - Penske) a 2"005
9. Danica Patrick ( Stati Uniti) (Panoz-Honda - Rahal) a 2"166
10. Buddy Rice ( Stati Uniti) (Panoz-Honda - Rahal) a 3"882

09. Nashville ( Stati Uniti) (16/07/2005)
Ordine d'arrivo:
1. Dario Franchitti ( Regno Unito) (Dallara-Honda - Andretti Green)
2. Sam Hornish Jr. ( Stati Uniti) (Dallara-Toyota - Penske) a 1"316
3. Patrick Carpentier ( Canada) (Dallara-Toyota - Cheever) a 1"588
4. Scott Sharp ( Stati Uniti) (Panoz-Honda - Fernández) a 1"951
5. Hélio Castroneves ( Brasile) (Dallara-Toyota - Penske) a 2"555
6. Scott Dixon ( Nuova Zelanda) (Panoz-Toyota - Ganassi) a 3"059
7. Danica Patrick ( Stati Uniti) (Panoz-Honda - Rahal) a 3"364
8. Ryan Briscoe ( Australia) (Panoz-Toyota - Ganassi) a 3"523
9. Buddy Lazier ( Stati Uniti) (Dallara-Chevrolet - Panther) a 3"996
10. Ed Carpenter ( Stati Uniti) (Dallara-Toyota - Vision) a 1 giro

10. Milwaukee ( Stati Uniti) (24/07/2005)
Ordine d'arrivo:
1. Sam Hornish Jr. ( Stati Uniti) (Dallara-Toyota - Penske)
2. Dario Franchitti ( Regno Unito) (Dallara-Honda - Andretti Green) a 0"383
3. Tomas Scheckter ( Sudafrica) (Dallara-Chevrolet - Panther) a 0"650
4. Tony Kanaan ( Brasile) (Dallara-Honda - Andretti Green) a 4"517
5. Dan Wheldon ( Regno Unito) (Dallara-Honda - Andretti Green) a 6"127
6. Bryan Herta ( Stati Uniti) (Dallara-Honda - Andretti Green) a 11"784
7. Patrick Carpentier ( Canada) (Dallara-Toyota - Cheever) a 1 giro
8. Alex Barron ( Stati Uniti) (Dallara-Toyota - Cheever) a 1 giro
9. Vítor Meira ( Brasile) (Panoz-Honda - Rahal) a 1 giro
10. Scott Sharp ( Stati Uniti) (Panoz-Honda - Fernández) a 4 giri

11. Michigan ( Stati Uniti) (31/07/2005)
Ordine d'arrivo:
1. Bryan Herta ( Stati Uniti) (Dallara-Honda - Andretti Green)
2. Dan Wheldon ( Regno Unito) (Dallara-Honda - Andretti Green) a 0"037
3. Tomas Scheckter ( Sudafrica) (Dallara-Chevrolet - Panther) a 0"148
4. Tony Kanaan ( Brasile) (Dallara-Honda - Andretti Green) a 0"235
5. Sam Hornish Jr. ( Stati Uniti) (Dallara-Toyota - Penske) a 0"467
6. Buddy Lazier ( Stati Uniti) (Dallara-Chevrolet - Panther) a 0"526
7. Scott Sharp ( Stati Uniti) (Panoz-Honda - Fernández) a 0"902
8. Dario Franchitti ( Regno Unito) (Dallara-Honda - Andretti Green) a 0"971
9. Patrick Carpentier ( Canada) (Dallara-Toyota - Cheever) a 1 giro
10. Ryan Briscoe ( Australia) (Panoz-Toyota - Ganassi) a 1 giro

12. Kentucky ( Stati Uniti) (14/08/2005)
Ordine d'arrivo:
1. Scott Sharp ( Stati Uniti) (Panoz-Honda - Fernández)
2. Vítor Meira ( Brasile) (Panoz-Honda - Rahal) a 0"077
3. Dan Wheldon ( Regno Unito) (Dallara-Honda - Andretti Green) a 0"517
4. Alex Barron ( Stati Uniti) (Dallara-Toyota - Cheever) a 1"137
5. Hélio Castroneves ( Brasile) (Dallara-Toyota - Penske) a 5"360
6. Buddy Lazier ( Stati Uniti) (Dallara-Chevrolet - Panther) a 5"482
7. Sam Hornish Jr. ( Stati Uniti) (Dallara-Toyota - Penske) a 5"747
8. Kousuke Matsuura ( Giappone) (Panoz-Honda - Super Aguri) a 6"244
9. Anthony Foyt ( Stati Uniti) (Dallara-Toyota - Foyt) a 6"374
10. Jimmy Kite ( Stati Uniti) (Dallara-Toyota - Hemelgarn) a 6"574

13. Pike's Peak ( Stati Uniti) (21/08/2005)
Ordine d'arrivo:
1. Dan Wheldon ( Regno Unito) (Dallara-Honda - Andretti Green)
2. Sam Hornish Jr. ( Stati Uniti) (Dallara-Toyota - Penske) a 12"476
3. Tony Kanaan ( Brasile) (Dallara-Honda - Andretti Green) a 13"763
4. Hélio Castroneves ( Brasile) (Dallara-Toyota - Penske) a 1 giro
5. Vítor Meira ( Brasile) (Panoz-Honda - Rahal) a 1 giro
6. Tomáš Enge ( Rep. Ceca) (Dallara-Chevrolet - Panther) a 1 giro
7. Dario Franchitti ( Regno Unito) (Dallara-Honda - Andretti Green) a 1 giro
8. Danica Patrick ( Stati Uniti) (Panoz-Honda - Rahal) a 2 giri
9. Scott Sharp ( Stati Uniti) (Panoz-Honda - Fernández) a 3 giri
10. Patrick Carpentier ( Canada) (Dallara-Toyota - Cheever) a 3 giri

14. Sonoma ( Stati Uniti) (28/08/2005)
Ordine d'arrivo:
1. Tony Kanaan ( Brasile) (Dallara-Honda - Andretti Green)
2. Buddy Rice ( Stati Uniti) (Panoz-Honda - Rahal) a 1"182
3. Alex Barron ( Stati Uniti) (Dallara-Toyota - Cheever) a 1"854
4. Patrick Carpentier ( Canada) (Dallara-Toyota - Cheever) a 2"664
5. Tomáš Enge ( Rep. Ceca) (Dallara-Chevrolet - Panther) a 10"907
6. Kousuke Matsuura ( Giappone) (Panoz-Honda - Super Aguri) a 30"859
7. Scott Dixon ( Nuova Zelanda) (Panoz-Toyota - Ganassi) a 31"264
8. Dario Franchitti ( Regno Unito) (Dallara-Honda - Andretti Green) a 32"468
9. Vítor Meira ( Brasile) (Panoz-Honda - Rahal) a 43"465
10. Jeff Bucknum ( Stati Uniti) (Dallara-Toyota - Foyt) a 49"170

15. Chicago ( Stati Uniti) (11/09/2005)
Ordine d'arrivo:
1. Dan Wheldon ( Regno Unito) (Dallara-Honda - Andretti Green)
2. Hélio Castroneves ( Brasile) (Dallara-Toyota - Penske) a 0"013
3. Sam Hornish Jr. ( Stati Uniti) (Dallara-Toyota - Penske) a 0"067
4. Tomas Scheckter ( Sudafrica) (Dallara-Chevrolet - Panther) a '0"204
5. Tony Kanaan ( Brasile) (Dallara-Honda - Andretti Green) a 0"224
6. Danica Patrick ( Stati Uniti) (Panoz-Honda - Rahal) a 0"439
7. Vítor Meira ( Brasile) (Panoz-Honda - Rahal) a 0"452
8. Scott Sharp ( Stati Uniti) (Panoz-Honda - Fernández) a 0"597
9. Patrick Carpentier ( Canada) (Dallara-Toyota - Cheever) a 0"651
10. Buddy Lazier ( Stati Uniti) (Dallara-Chevrolet - Panther) a 0"927

16. Watkins Glen ( Stati Uniti) (25/09/2005)
Ordine d'arrivo:
1. Scott Dixon ( Nuova Zelanda) (Panoz-Toyota - Ganassi)
2. Tony Kanaan ( Brasile) (Dallara-Honda - Andretti Green)
3. Dario Franchitti ( Regno Unito) (Dallara-Honda - Andretti Green)
4. Giorgio Pantano ( Italia) (Panoz-Toyota - Ganassi)
5. Dan Wheldon ( Regno Unito) (Dallara-Honda - Andretti Green)
6. Kousuke Matsuura ( Giappone) (Panoz-Honda - Super Aguri)
7. Sam Hornish Jr. ( Stati Uniti) (Dallara-Toyota - Penske)
8. Bryan Herta ( Stati Uniti) (Dallara-Honda - Andretti Green)
9. Scott Sharp ( Stati Uniti) (Panoz-Honda - Fernández)
10. Patrick Carpentier ( Canada) (Dallara-Toyota - Cheever)

17. Fontana ( Stati Uniti) (16/10/2005)
Ordine d'arrivo:
1. Dario Franchitti ( Regno Unito) (Dallara-Honda - Andretti Green)
2. Tony Kanaan ( Brasile) (Dallara-Honda - Andretti Green) a 0"111
3. Vítor Meira ( Brasile) (Panoz-Honda - Rahal) a 0"988
4. Scott Sharp ( Stati Uniti) (Panoz-Honda - Fernández) a '1"087
5. Sam Hornish Jr. ( Stati Uniti) (Dallara-Toyota - Penske) a 1"371
6. Dan Wheldon ( Regno Unito) (Dallara-Honda - Andretti Green) a 1"740
7. Tomas Scheckter ( Sudafrica) (Dallara-Chevrolet - Panther) a 2"326
8. Tomáš Enge ( Rep. Ceca) (Dallara-Chevrolet - Panther) a 4"464
9. Hélio Castroneves ( Brasile) (Dallara-Toyota - Penske) a 4"471
10. Scott Dixon ( Nuova Zelanda) (Panoz-Toyota - Ganassi) a 6"663

## Classifica finale
| Pos | Pilota             | HMS | PHX | STP | MOT | INDY | TXS | RCH | KAN | NSH | MIL | MCH | KTY | PPIR | SNM | CHI | WGL | FON | Pti |
| --- | ------------------ | --- | --- | --- | --- | ---- | --- | --- | --- | --- | --- | --- | --- | ---- | --- | --- | --- | --- | --- |
| 1   | Dan Wheldon        | 1*  | 6*  | 1   | 1   | 1    | 6   | 5   | 2*  | 21  | 5   | 2   | 3*  | 1    | 18  | 1*  | 5   | 6   | 628 |
| 2   | Tony Kanaan        | 3   | 3   | 2   | 6   | 8    | 3   | 19  | 1   | 19* | 4   | 4   | 20  | 3    | 1*  | 5   | 2   | 2   | 548 |
| 3   | Sam Hornish Jr.    | 2   | 1   | 15  | 7   | 23*  | 2   | 18  | 12  | 2   | 1*  | 5   | 7   | 2*   | 17  | 3   | 7   | 5   | 512 |
| 4   | Dario Franchitti   | 22  | 4   | 3   | 17* | 6    | 8   | 2   | 4   | 1   | 2   | 8   | 18  | 7    | 8   | 12  | 3   | 1   | 498 |
| 5   | Scott Sharp        | 13  | 5   | 18  | 2   | 7    | 4   | 17  | 6   | 4   | 10  | 7   | 1   | 9    | 12  | 8   | 9   | 4   | 444 |
| 6   | Hélio Castroneves  | 5   | 2   | 20  | 11  | 9    | 5   | 1*  | 8   | 5   | 16  | 21  | 5   | 4    | 21  | 2   | 12  | 9   | 440 |
| 7   | Vítor Meira        | 4   | 11  | 5   | 15  | 2    | 9   | 20  | 3   | 16  | 9   | 14  | 2   | 5    | 9   | 7   | 18  | 3   | 422 |
| 8   | Bryan Herta        | 14  | 7   | 4   | 5   | 3    | 10  | 8   | 15  | 22  | 6   | 1*  | 19  | 12   | 13  | 14  | 8   | 11  | 397 |
| 9   | Tomas Scheckter    | 11  | 17  | 17  | 10  | 20   | 1*  | 4   | 5   | 17  | 3   | 3   | 21  | 14   | 16  | 4   | 20  | 7*  | 390 |
| 10  | Patrick Carpentier | 7   | 9   | 8   | 13  | 21   | 16  | 3   | 14  | 3   | 7   | 9   | 12  | 10   | 4   | 9   | 10  | 15  | 376 |
| 11  | Alex Barron        | 8   | 13  | 10  | 19  | 13   | 14  | 6   | 13  | 15  | 8   | 11  | 4   | 18   | 3   | 21  | 17  | 14  | 329 |
| 12  | Danica Patrick RY  | 15  | 15  | 12  | 4   | 4    | 13  | 10  | 9   | 7   | 19  | 20  | 16  | 8    | 20  | 6   | 16  | 18  | 325 |
| 13  | Scott Dixon        | 16  | 12  | 6   | 21  | 24   | 11  | 22  | 18  | 6   | 13  | 19  | 23  | 16   | 7   | 19  | 1*  | 10  | 321 |
| 14  | Kosuke Matsuura    | 12  | 10  | 13  | 9   | 17   | 7   | 9   | 20  | 14  | 11  | 16  | 8   | 13   | 6   | 23  | 6   | 19  | 320 |
| 15  | Buddy Rice         | 19  | 22  | 7   | 3   | Wth  | 21  | 11  | 10  | 18  | 17  | 22  | 14  | 11   | 2   | 13  | 19  | 12  | 295 |
| 16  | Tomáš Enge R       | 21  | 20  | 16  | DNS | 19   | 19  | 7   | 11  | 23  |     |     | 11  | 6    | 5   | 20  | 13  | 8   | 261 |
| 17  | Roger Yasukawa     | 17  | 18  | 11  | 18  | 18   | 15  | 16  | 22  | 11  | 15  | 18  | 17  | 15   | 11  | 15  | 15  | 16  | 246 |
| 18  | Ed Carpenter       | 18  | 16  | 19  | 16  | 11   | 20  | 12  | 17  | 10  | 12  | 23  | 22  | 19   | 15  | 17  | 14  | 20  | 244 |
| 19  | Ryan Briscoe R     | 20  | 19  | 14* | 12  | 10   | 12  | 21  | 21  | 8   | Wth | 10  | 13  | 20   | 19  | 22  |     |     | 232 |
| 20  | A. J. Foyt IV      | 9   | 14  | 21  | 14  | 28   | 18  | 14  | 16  | 12  | 21  | 12  | 9   | 21   |     | 11  |     | 21  | 231 |
| 21  | Darren Manning     | 6   | 8   | 9   | 8   | 29   | 17  | 15  | 7   | 20  | 20  |     |     |      |     |     |     |     | 186 |
| 22  | Jimmy Kite         |     |     |     |     | 32   | 22  | 13  | 19  | 13  | 14  | 13  | 10  | 17   |     | 18  |     | 13  | 163 |
| 23  | Buddy Lazier       |     |     |     |     | 5    |     |     |     | 9   | 18  | 6   | 6   |      |     | 10  |     |     | 140 |
| 24  | Jaques Lazier      |     |     |     |     | 16   |     |     |     |     |     | 17  | 15  | Wth  |     | 16  |     | 17  | 81  |
| 25  | Jeff Bucknum R     |     |     |     | 22  | 22   |     |     |     |     |     |     |     |      | 10  |     | 11  |     | 63  |
| 26  | Giorgio Pantano    |     |     |     |     |      |     |     |     |     |     |     |     |      | 14  |     | 4   |     | 48  |
| 27  | Paul Dana R        | 10  | 21  |     | 20  | Wth  |     |     |     |     |     |     |     |      |     |     |     |     | 44  |
| 28  | Sébastien Bourdais |     |     |     |     | 12   |     |     |     |     |     |     |     |      |     |     |     |     | 18  |
| 29  | Adrián Fernández   |     |     |     |     | 14   |     |     |     |     |     |     |     |      |     |     |     |     | 16  |
| 30  | Townsend Bell      |     |     |     |     |      |     |     |     |     |     | 15  |     |      |     |     |     |     | 15  |
| 31  | Felipe Giaffone    |     |     |     |     | 15   |     |     |     |     |     |     |     |      |     |     |     |     | 15  |
| 32  | Thiago Medeiros R  |     |     |     |     |      |     |     |     |     |     |     |     |      |     |     |     | Wth | 12  |
| 33  | Richie Hearn       |     |     |     |     | 25   |     |     |     |     |     |     |     |      |     |     |     |     | 10  |
| 34  | Kenny Bräck        |     |     |     |     | 26   |     |     |     |     |     |     |     |      |     |     |     |     | 10  |
| 35  | Jeff Ward          |     |     |     |     | 27   |     |     |     |     |     |     |     |      |     |     |     |     | 10  |
| 36  | Bruno Junqueira    |     |     |     |     | 30   |     |     |     |     |     |     |     |      |     |     |     |     | 10  |
| 37  | Marty Roth R       |     |     |     |     | 31   |     |     |     |     |     |     |     |      |     |     |     |     | 10  |
| 38  | Larry Foyt R       |     |     |     |     | 33   |     |     |     |     |     |     |     |      |     |     |     |     | 10  |
| —   | Arie Luyendyk Jr.  |     |     |     |     | DNQ  |     |     |     |     |     |     |     |      |     |     |     |     | 0   |
| —   | Scott Mayer        |     |     |     |     | Wth  |     |     |     |     |     |     |     |      |     |     |     |     | 0   |
| Pos | Pilota             | HMS | PHX | STP | MOT | INDY | TXS | RIR | KAN | NSH | MIL | MIS | KTY | PIK  | SNM | CHI | WGL | FON | Pti |

### Classifica costruttori
| Pos. | Costruttore | Punti | Gap    |
| ---- | ----------- | ----- | ------ |
| 1    | Honda       | 153   | Leader |
| 2    | Toyota      | 125   | -28    |
| 3    | Chevrolet   | 96    | -57    |

### Classifica telai
| Pos. | Costruttore | Punti | Gap    |
| ---- | ----------- | ----- | ------ |
| 1    | Dallara     | 164   | Leader |
| 2    | Panoz       | 125   | -39    |